# Yamaha Motor Corporation
Yamaha Motor Corporation je japonsko podjetje s sedežem v kraju Ivata. Proizvajajo predvsem motorna kolesa in motorje za čolne. Nastali so iz podjetja Yamaha Corporation, ki proizvaja glasbila in elektroniko.

## Zgodovina
Zgodovina podjetja sega nazaj do leta 1887. Takrat so proizvajali klavirje in druge glasbene instrumente. Po drugi svetovni vojni so poskusili začeti proizvodnjo mehanskih elementov. Leta 1955 ko so narasle potrebe za vozili, so s podporo države začeli s proizvodnjo motornih koles. prvo motorno kolo je bil zračno hlajeni, enocilinderski, dvotaktni YA-1 s 123 cm3 delovne prostornine. Kasneje so sledili tudi štiritaktni modeli.